# Приключения Тигрули
«Приключения Тигрули» (англ. The Tigger Movie; яп. ティガー・ムービー プーさんの贈りもの Tigā mūbī pū-san no okurimono) — полнометражный мультфильм студии Disney 2000 года совместного американо-японского производства, посвящённый Тигруле — одному из персонажей сказки Алана Александра Милна и диснеевской мультфраншизы про Винни-Пуха.

## Сюжет
В Волшебном лесу осень. С Тигрулей никто не хочет играть (прыгать), все предпочитают готовиться к зиме, поэтому он решает найти других тигров. Тигруля обращается за советом к Филину, и тот рассказывает ему о «семейном дереве», и Тигруля отправляется на поиски своих родственников, живущих на «огромном полосатом дереве». За ним неотлучно следует его лучший друг — Крошка Ру. Однако время идёт, других тигров не находится, и тогда Ру советует Тигруле написать письмо. Он так и поступает, его письмо уносит ветром.
Наступает зима, друзья Тигрули решают написать ему поддерживающее письмо, чтобы тот не чувствовал себя таким одиноким, однако Тигруля, получив его, уверен, что оно от так разыскиваемых им родственников и не хочет слушать ничего против. Мало того, он уверен, что тигры явятся к нему в гости уже завтра. Друзья решают переодеться и притвориться тиграми, не обращая внимания на Кролика, который пытается всех образумить: надвигается сильная снежная буря, некогда заниматься глупостями.
Обман друзей довольно быстро раскрыт Тигрулей и тот, обиженный, уходит в пургу искать тигров дальше. Вскоре он оказывается в малоизученной части Леса, где обнаруживает подходящее «огромное полосатое дерево», но и на нём никого нет. За Тигрулей организовывается поисковая «искпедиция», его находят, но тот наотрез отказывается возвращаться. Тем временем громкие споры друзей разбудили лавину, но не растерявшийся Тигруля срочно всех эвакуирует на найденное им дерево, но его самого уносит в пропасть. Тигрулю спасает Крошка Ру, научившийся от своего друга «супер-пупер-прыжку». После этого Тигруля понимает, что Пух, Пятачок, Кролик и остальные его друзья — и есть его семья, а Крошку Ру он называет своим братом, и дарит ему медальон со свежеиспечённым «семейным» фото.

## Роли озвучивали

### Американская версия
| Актёр          | Роль             |
| -------------- | ---------------- |
| Джим Каммингс  | Тигра, Винни-Пух |
| Никита Хопкинс | Крошка Ру        |
| Джон Фидлер    | Пятачок          |
| Кен Сэнсом     | Кролик           |
| Питер Каллен   | Иа-Иа            |
| Андрэ Стойка   | Сова             |
| Кэт Сьюси      | Кенга            |
| Том Аттенборо  | Кристофер Робин  |
| Джон Хёрт      | Рассказчик       |
| Фрэнк Уэлкер   | Пчёлы, лягушки   |

### Японская версия
| Актёр                                   | Роль            |
| --------------------------------------- | --------------- |
| Тэссё Гэнда                             | Тигруля         |
| Сун Ясиро                               | Винни-Пух       |
| Хирохиро Огура                          | Крошка Ру       |
| Наоки Тацута                            | Кролик          |
| Киёси Комияма                           | Пятачок         |
| Таро Исида                              | Иа-Иа           |
| Речь: Тосия Уэда Вокал: Рёити Фукудзава | Филин           |
| Томи Катаока                            | Кенга           |
| Казухиро Синдо                          | Кристофер Робин |
| Син Аомори                              | Рассказчик      |

## Саундтрек
Тексты песен к мультфильму написали братья Шерман, музыка Гарри Грегсона-Уильямса. Все композиции были новинками, кроме англ. The Wonderful Thing About Tiggers, которая уже звучала в мультфильме «Винни-Пух и день забот» 1968 года.
1. англ. The Wonderful Thing About Tiggers
2. Someone Like Me
3. Whoop-de-Dooper Bounce
4. Pooh’s Lullabee
5. Round My Family Tree
6. How to Be a Tigger
7. англ. Your Heart Will Lead You Home

## Факты
- Первоначально мультфильм планировался к выходу сразу на DVD, но в последний момент главный исполнительный директор The Walt Disney Company Майкл Айснер решил сначала выпустить ленту в прокат в кинотеатрах и не прогадал: бюджет мультфильма составил $30 млн, в прокате в США он собрал $45 554 533, в остальном мире $50 605 267, итого — $96 159 800[13].